# لیگ دسته دوم فوتبال قطر
لیگ دسته دوم فوتبال قطر (عربی: دوري الدرجة الثانية القطري) که به اختصار QSD یا به دلیل حامی مالی آن لیگ قطرگس نیز نامیده می‌شود، دومین سطح رقابت‌های لیگ فوتبال در قطر است. رقابت‌های این لیگ از سپتامبر تا آوریل هرسال برگزار می‌شود.
نخستین دورهٔ این رقابت‌ها در سال ۱۹۷۹ برگزار شد که با قهرمانی الاتحاد به پایان رسید و در حال حاضر باشگاه المرخیه با ۶ عنوان قهرمانی، پرافتخارترین تیم این مسابقات است. تیم‌های برتر این لیگ به لیگ ستارگان قطر صعود می‌کنند و هیچ تیمی از آن به دسته‌های پایین‌تر سقوط نمی‌کند.

## قهرمانان
منبع:
| باشگاه    | تعداد قهرمانی | سال قهرمانی                                          |
| --------- | ------------- | ---------------------------------------------------- |
| المرخیه   | ۶             | ۱۹۹۴–۹۵, ۱۹۹۵–۹۶, ۱۹۹۶–۹۷, ۱۹۹۸–۹۹, ۲۰۱۶–۱۷, ۲۰۲۱–۲۲ |
| السیلیه   | ۴             | ۲۰۰۲–۰۳, ۲۰۰۴–۰۵, ۲۰۰۶–۰۷, ۲۰۱۱–۱۲                   |
| الغرافه   | ۴             | ۱۹۷۹–۸۰, ۱۹۸۱–۸۲, ۱۹۸۳–۸۴, ۱۹۸۶–۸۷                   |
| الشمال    | ۳             | ۲۰۰۲–۰۳, ۲۰۱۴–۱۵, ۲۰۲۰–۲۱                            |
| الجیش     | ۳             | ۲۰۰۷–۰۸, ۲۰۰۸–۰۹, ۲۰۱۰–۱۱                            |
| ام صلال   | ۳             | ۱۹۹۷–۹۸, ۱۹۹۹–۲۰۰۰, ۲۰۰۵–۰۶                          |
| الخریطیات | ۲             | ۲۰۰۳–۰۴, ۲۰۱۹–۲۰                                     |
| الوکره    | ۲             | ۱۹۸۴–۸۵, ۲۰۱۸–۱۹                                     |
| الریان    | ۲             | ۱۹۸۸–۸۹, ۲۰۱۴–۱۵                                     |
| المعیذر   | ۲             | ۲۰۱۵–۱۶, ۲۰۲۲–۲۳                                     |
| الشحانیه  | ۱             | ۲۰۱۷–۱۸                                              |
| مسیمیر    | ۱             | ۲۰۰۰–۰۱                                              |
| الخور     | ۱             | ۱۹۸۲–۸۳                                              |
| الاهلی    | ۱             | ۲۰۱۲–۱۳                                              |
| الدحیل    | ۱             | ۲۰۰۹–۱۰                                              |
| النهده    | ۱             | ۱۹۸۰–۸۱                                              |